# Ејкен (Јужна Каролина)
Ејкен (енгл. Aiken) град је у америчкој савезној држави Јужна Каролина.

## Демографија
По попису из 2010. године број становника је 29.524, што је 4.187 (16,5%) становника више него 2000. године.
| Група             | 2000.          | 2010.          |
| Белци             | 16.693 (65,9%) | 19.324 (65,5%) |
| Афроамериканци    | 7.678 (30,3%)  | 8.401 (28,5%)  |
| Азијати           | 324 (1,3%)     | 567 (1,9%)     |
| Хиспаноамериканци | 378 (1,5%)     | 768 (2,6%)     |
| Укупно            | 25.337         | 29.524         |